# Украинска социалдемократическа работническа партия
Украинска социалдемократическа работническа партия (УСДРП, популярно наричани ескеки) – се отцепва през декември 1905 г. от Революционната украинска партия (РУП). Тя е споделяла марксистка идеология и се е състояла от представители на интелигенцията, отчасти от работници и селяни. Подчертавайки националните въпроси и целейки автономията на Украйна, УСДРП провежда своята дейност независимо от Руската социалдемократическа работническа партия и има фундаментални различия по националния, по-специално украинския, въпрос. По време на Столипинската реакция тя има общи позиции с еврейския Бунд, отчасти с меншевиките. Брой членове е приблизително 3000 (през 1908).
В резултат на полицейското преследване след 1908 г. УСДРП провежда ограничена дейност (процесът на групата на социалдемократите в Катеринослав), издава вестници „Труд“, „Работник“, „Наш Глас“ (последният е публикуван в Лвов). Нейни ръководители са: Владимир Винниченко, Владимир Дорошенко, Симон Петлюра, Дмитро Антонович, Лев Юркевич, Михайло Ткаченко, Борис Мартос, Микола Ковалски, Микола Порш. УСДРП възобновява дейността си на конгрес в Киев през 17 – 18 април 1917 г. и се стреми към автономия на Украйна; нейният орган е бил ежедневникът „Работнически вестник“.
В Украинската Централна Рада (парламента на УНР) поема основното бреме на изпълнителната власт (правителствата на В. Винниченко). Бидеки по-предпазлива по отношение на въпроса със земята, УСДРП губи подкрепата на масите в полза на Украинската Партия на Социалистите-Революционери (Украински есери), макар че има най-добрите политически кадри. След Четвъртият Универсал (законодателен акт обявяващ независимост на УНР) на 2 януари 1918 г. в Централната Рада остават само двама министри от УСДРП (Д. Антонович, М. Ткаченко).
При Хетманата, УСДРП е в опозиция и нейните лидери (Петлюра, Порш и други) са временно в затвора. УСДРП участва в Украинския Национален Съюз, в подготовката на контра-преврата против Павло Скоропадски и във формирането на Директората, в която е включен Винниченко (председател) и Петлюра. Ръководителите на УСДРП оглавяват правителството (Володимир Чеховски, Борис Мартос, Исаак Мазепа) или участват в други правителства.
Програма:
1. Демократизация на социалния ред.
2. Автономия на Украйна като част от федерална Русия.
3. Конфискация на големи площи поземлена собственост.

На IV конгрес (10-12 януари 1919 г.) УСДРП се разделя на две фракции: дясната  – „официална социалдемократична“ и левицата – „Независима“, която е била против централистката политика на Руската Комунистическа Партия в Украйна, но признава необходимостта от организиране на съветската власт в Украйна и установяване на „диктатура на пролетариата“ и незабавен мир със Съветска Русия (А. Писоцки, В. и Ю. Мазуренки, М. Ткаченко, М. Авдиенко). Срещу тях са Порш, Винниченко, Петлюра, Мазепа и по-голямата част от конгреса, отстоявайки необходимостта от „трудова демокрация“, бавна социализация на основните сектори на икономиката и подкрепа за Директорията. На Трудовия Конгрес УСДРП подкрепя демократичния парламентаризъм, провеждането на важни социални реформи, запазването на върховната власт в ръцете на Директората и на местно ниво – комисари.
За да се даде възможност на Директората за разбирателство с Антантата, социалдемократите отзовават своите министри от правителството на 7 февруари 1919 г., оставяйки С. Остапенко свободен да преговаря с френските представители в Одеса. Едновременно с това Симон Петлюра се оттегля от УСДРП, а В. Винниченко подава оставка от Директорията, прехвърляйки властта си на Петлюра (11 февруари 1919 г.).
Централният комитет на УСДРП (Й. Безпалко, А. Ливицки, М. Шадлун, И. Романченко), който остава в Украйна, продължават да подкрепя политиката на Директората и правителствата на Б. Мартос (9 април 1919 до 27 август 1919 и И. Мазепа (27 август 1919 – май 1920 г.), а онези нейни членове, които емигрират (В. Винниченко, Б. Матюшенко, В. Левицки, П. Дидушок, М. Порш, В. Мазуренко, С. Викул), на конференцията 9  – 13 септември 1919 г. във Виена искат оттеглянето на есдеките от правителството.
През януари 1920 г. независимите социалдемократи създават Украинската комунистическа партия (укаписти), която става легална съветска партия и се застъпва за независимостта на Украинската ССР. УКП впоследствие бива репресирана от съветските власти, които и след отказа на кандидатурата ѝ в Коминтерна се саморазпуска в 1925 г. Коминтерна настоява членовете ѝ да минат под контрола на Комунистическата партия (болшевики) в Украйна, като настоява че УССР е всъщност суверенна държава.
„Заграничната делегация на УСДРП“ в емиграцията (лидери: I. Мазепа, П. Феденко, О. Козловски, Олгерд-Иполит Бочковски, Б. Матюшенко, В. Старосолски, Y. Безупречно) е имала център в Прага и принадлежи към Социалистическия интернационал.
Партийни органи: Свободна Украйна (Лвов), Социалистическа мисъл (Лвов – Прага, 1922 г.-1923 г.) и „СоциалистДемократ“ (Прага – Подйебради, Чехия). УСДРП не се включва в правителството на УНР в изгнание, но има лоялни отношения към него.
След Втората световна война УСДРП участва в създаването на Украинския национален съвет, през 1950 г. се обединява с други социалистически партии в Украинската социалистическа партия.